# El gran hackeig
El Gran Hack és una pel·lícula documental de 2019 sobre l'escàndol de Facebook- Cambridge Analytica, produïda i dirigida per Jehane Noujaim i Karim Amer. Va ser estrenada a Netflix el 24 de juliol de 2019.

## Sinopsi
L'any 2015, Cambridge Analytica, una empresa de consultoria política basada al Regne Unit, va començar a treballar en nom de la campanya electoral de Ted Cruz per guanyar les eleccions del nomenament republicà. Va utilitzar Facebook com a mitjà de "vigilància del votant polític" a través de la recol·lecta de dades de l'usuari. Després que Cruz abandonés la campanya electoral, Cambridge Analytica va utilitzar les mateixes estratègies per a ajudar Donald Trump en la seva candidatura presidencial. Diverses investigacions en la mineria de dades, juntament amb comptes denunciants de l'impacte de l'empresa al procés del Brexit, van donar peu a un escàndol sobre la influència de mitjans de comunicació socials en eleccions polítiques.
Al llarg del documental, l'escàndol de Cambridge Analytica és examinat a través dels ulls de diverses persones que van estar-hi implicades.

## L'escàndol
L'empresa causant d'aquest escàndol, Cambridge Analytica, es dedicava al big data, i en un principi aquestes dades s'usen per crear estratègies de venta, per crear campanyes massives però que realment apelin als usuaris de manera personal. Tot i que en un inici aquest semblés l'objectiu, les dades van acabar sent utilitzades per crear una màquina de pensar que va arribar fins al punt d'alterar eleccions i desestabilitzar països, tot gràcies a la complicitat d'empreses com ara Facebook.
Es va destapar aquest verdader ús que s'estava fent de les dades gràcies a Britanny Kaiser, la número dos de Cambridge Analytica, que va revelar que tot allò publicat sobre la participació de Cambridge Analytica en les campanyes del Brèxit per una banda i la de la campanya presidencial a favor de Trump per l'altra, eren certes.
Aquest escàndol va esquitxar moltes de les empreses que havien estat còmplices de Cambridge Analytica, fins al punt que Mark Zuckerberg, fundador de Facebook, va haver de declarar de forma oficial davant un comité especial de Congrés dels Estats Units.

## Repartiment
- Carole Cadwalladr, periodista britànica i escriptora al diari britànic The Observer.
- David Carroll, professor associat de disseny de mitjans de comunicació al New School Pearsons School of Designed, qui va redactar una denuúncia formal contra Cambridge Analytica[6]
- Brittany Kàiser, director de desenvolupament empresarial anterior de Grup de SCL, l'empresa de pare d'@Cambridge Analytica
- Julian Wheatland, COO i CFO de Cambridge Analytica i SCL.
- Christopher Wylie, director de recerca a@Cambridge Analytica i denunciant